# Valtocado
Valtocado es una localidad española perteneciente al municipio de Mijas, en la provincia de Málaga. Está situada en la ladera sur de la sierra de Mijas, al oeste del núcleo de Mijas Pueblo, sobre la carretera de Coín, la A-387.
La localidad está formada por un pequeño núcleo rural y varias urbanizaciones de viviendas unifamiliares dispersas como La Alquería, Rosa de Piedra y Mijas la Nueva, desarrolladas en los alrededores a raíz del desarrollo del turismo residencial en la zona. Según datos del INE de 2012, cuenta con una población de 1.906 habitantes. 

## Transporte
Está comunicado en transporte público mediante las siguientes líneas de autobuses interurbanos del Consorcio de Transporte Metropolitano del Área de Málaga y el autobús urbano de Mijas:
| Línea | Trayecto                           | Recorrido y horarios | Plano | Operadora               |
| ----- | ---------------------------------- | -------------------- | ----- | ----------------------- |
| M-221 | Fuengirola-Coín                    | Recorrido y horarios | Plano | CTSA-Portillo           |
| BUS   | Entrerríos - Ford - Barrio Santana | Recorrido            |       | Autobús urbano de Mijas |